# 한양화학 (1965~1984년 기업)
한양화학은 1965년 창립 이후 '산업의 쌀'이라 불리는 기초 석유화학 제품인 PO, PVC, CA 등을 생산해 온 대한민국의 석유화학 기업이다.

## 연혁
- 1965년 8월 한국화성공업 설립
- 1967년 9월 울산 PVC공장 준공
- 1970년 10월 울산 PE,VCM공장 준공
- 1979년 3월 한양화학 대전 중양연구소 설립
- 1980년 6월 여수 LLDPE공장 준공
- 1984년 1월 한양화학, 한국다우케미칼, 한양화학지주 3사 합병.